# La llama de tu amor
La llama de tu amor foi uma telenovela mexicana, produzida pela Televisa e exibida pelo El Canal de las Estrellas entre 30 de janeiro e 12 de junho de 1979.
Era uma mini telenovela semanal exibida nas terças feiras.

## Elenco
- Carlos Piñar - Santiago
- Ana Martín - Ana Cecilia
- Norma Lazareno
- July Furlong